# Тодор Хаджимитков
Тодор Хаджимитков е български лекар, деец на Българските акционни комитети.

## Биография
Роден е през 1898 година в град Скопие, тогава в Османската империя. Хаджимитков е първият лекар-ветеринар от Македония. Член-съдружник е на списанието „Луч“. През 1941 година става част от Централния комитет на Българските акционни комитети.
Между 1941 и 1952 година работи в градската ветеринарна служба на Скопие. В периода 1952-1962 е директор на Ветеринарния инспекторат на Скопие. През 1943 година спасява семейството на своя съгражданин и приятел Моис Франсес при депортацията на евреите от Вардарска Македония, а името му е изписано в Треблинка и Йерусалим в чест на действието му. Дарява пари за камбаните на църквата „Св. Климент Охридски“ в Скопие.